# Kathryn Ekengren
Kathryn Elizabeth Ekengren (* 19. November 1948, verheiratete Kathryn Gärtner) ist eine schwedische Badmintonspielerin.

## Karriere
Kathryn Ekengren nahm an der Badminton-Europameisterschaft 1968 teil und wurde dort Neunte im Doppel und 17. im Einzel. Bei den schwedischen Meisterschaften gewann sie 1970, 1972 und 1974 Silber. Weitere Erfolge errang sie in ihrer späteren Karriere, verheiratet als Kathryn Gärtner, bei Senioren-Welt- und -Europameisterschaften.

## Sportliche Erfolge
| Saison    | Veranstaltung                     | Disziplin   | Platz | Name                                                      |
| --------- | --------------------------------- | ----------- | ----- | --------------------------------------------------------- |
| 1963/1964 | Schweden: Einzelmeisterschaft U19 | Damendoppel | 1     | Kathryn Ekengren / Marianne Flykt (BK Eken / AIK)         |
| 1965/1966 | Schweden: Einzelmeisterschaft U19 | Dameneinzel | 1     | Kathryn Ekengren (BK Eken)                                |
| 1965/1966 | Schweden: Einzelmeisterschaft U19 | Damendoppel | 1     | Kathryn Ekengren / Anne-Charlotte Eklund (BK Eken)        |
| 1987/1988 | Schweden: Einzelmeisterschaft O35 | Mixed       | 1     | Göran Boström / Kathryn Gärtner (IFK Lidingö)             |
| 1988/1989 | Schweden: Einzelmeisterschaft O35 | Damendoppel | 1     | Kathryn Ekengren-Gärtner / Carina Kruseborn (IFK Lidingö) |
| 1989/1990 | Schweden: Einzelmeisterschaft O35 | Damendoppel | 1     | Kathryn Ekengren-Gärtner / Carina Kruseborn (IFK Lidingö) |
| 1991/1992 | Schweden: Einzelmeisterschaft O35 | Mixed       | 1     | Göran Boström / Kathryn Ekengren-Gärtner (IFK Lidingö)    |
| 1993/1994 | Schweden: Einzelmeisterschaft O35 | Damendoppel | 1     | Kathryn Ekengren-Gärtner / Carina Kruseborn (IFK Lidingö) |
| 1996/1997 | Schweden: Einzelmeisterschaft O45 | Damendoppel | 1     | Kathryn Ekengren-Gärtner / Carina Kruseborn (IFK Lidingö) |
| 1998/1999 | Schweden: Einzelmeisterschaft O45 | Mixed       | 1     | Sören Mohlin / Kathryn Ekengren-Gärtner (IFK Lidingö)     |
| 1998/1999 | Schweden: Einzelmeisterschaft O45 | Damendoppel | 1     | Kathryn Ekengren-Gärtner / Carina Kruseborn (IFK Lidingö) |
| 2002/2003 | Schweden: Einzelmeisterschaft O50 | Damendoppel | 1     | Kathryn Ekengren-Gärtner / Carina Kruseborn (IFK Lidingö) |
| 2004      | Senioren-Europameisterschaft 55+  | Damendoppel | 1     | Ewa Carlander / Kathryn Gaertner                          |
| 2009      | Senioren-Weltmeisterschaft 60+    | Dameneinzel | 2     | Kathryn Gärtner                                           |
| 2009      | Senioren-Weltmeisterschaft 60+    | Damendoppel | 3     | Ewa Carlander / Kathryn Gärtner                           |